# Григорово (Рыбинский район)
Григо́рово — деревня Огарковского сельского поселения Рыбинского района Ярославской области .
Деревня расположена к западу от федеральной автомобильной дороге Р104 на участке Рыбинск-Пошехонье, на удалении около 500 м от восточного берега Рыбинского водохранилища, севернее устья реки Воля. К югу  от Григорово непосредственно на автомобильной дороге расположена деревня Ляга, и ближе к берегу водохранилища деревня Пахонино. на восток от Григорово на автомобильной дороге стоит деревня Роканово .
Деревня Григорова обозначена на плане Генерального межевания Рыбинского уезда 1792 года.   
На 1 января 2007 года в деревне не числилось постоянных жителей . Почтовое отделение, расположенное в Милюшино, обслуживает в деревне 15 домов .